# Ignas Navakauskas
Ignas Navakauskas (Marijampolė, 22 de septiembre de 1989) es un deportista lituano que compite en piragüismo en la modalidad de aguas tranquilas.
Ganó cuatro medallas en el Campeonato Europeo de Piragüismo entre los años 2015 y 2022.

## Palmarés internacional
| Campeonato Europeo | Campeonato Europeo       | Campeonato Europeo | Campeonato Europeo |
| Año                | Lugar                    | Medalla            | Competición        |
| ------------------ | ------------------------ | ------------------ | ------------------ |
| 2015               | Račice (República Checa) | Medalla de bronce  | K1 200 m           |
| 2016               | Moscú (Rusia)            | Medalla de bronce  | K1 200 m           |
| 2021               | Poznań (Polonia)         | Medalla de plata   | K2 200 m           |
| 2022               | Múnich (Alemania)        | Medalla de bronce  | K2 200 m           |